# Pembroke (Malta)
Pembroke è la città di più recente fondazione sull'isola di Malta; è situata sulla costa nord-orientale e ha una popolazione di 2 916 abitanti distribuiti su 2,3 km².
Fu edificata fra il 1875 e il 1878 ad opera di investitori inglesi che intesero dedicarla a Robert Henry Herbert, personaggio della nobiltà e dell'alta società inglese (era il dodicesimo Conte di Pembroke, fu Pari d'Inghilterra e Ministro della Guerra britannico nel 1859) da poco scomparso (1862).
Ad est della cittadina si trova Paceville, il distretto notturno di Malta. A sud-est si trova St. Julian's, mentre la zona residenziale di Swieqi si trova a sud.

## Amministrazione

### Gemellaggi
- Pembroke Dock, Regno Unito dal 2002
- Pembroke, Regno Unito dal 2002
- Roccalumera, Italia dal 2006